# Boérfalva
Boérfalva (románul: Boiereni) falu Romániában, Erdélyben, Máramaros megyében.

## Fekvése
Magyarlápostól tíz kilométerre délkeletre fekvő hegyvidéki település.

## Nevének eredete
Nevét Boér nevű kenézéről kapta. Birtokosa 1590-ben boérfalvi nemes Boér István, Lápos-vidék tiszttartója volt. Először 1584-ben, Boierfalwa néven említették.

## Története
1553 és 1584 között települt román lakossággal. Báthory Kristóf, majd Báthory Zsigmond határának szűk és terméketlen volta miatt felmentette a harmincad megfizetése alól. A 17. század elején elpusztult, majd újratelepült. Lakói részt vettek a fejedelmek háborúiban, amiért II. Rákóczi György és I. Apafi Mihály több helybeli családot (Mány, Timbus, Pap, Bojér, Rogozán, Stefán, Fodor, Petrucz, Lupán) megnemesített. 1659-ben még 31 jobbágy és 19 puskás vagy szabados családfőt írtak össze benne, 1838-ban már hat adómentes és 95 adózó román nemes lakta, akik közül egy sem tudott írni. Belső-Szolnok, 1876-tól Szolnok-Doboka vármegyéhez tartozott.
1900-ban 932 lakosa közül 899 volt román és 33 német (jiddis) anyanyelvű; 817 görögkatolikus, 82 ortodox és 33 zsidó vallású.
2002-ben 452 román nemzetiségű lakosa közül 401 volt ortodox és 51 görögkatolikus vallású.

## Nevezetességei
- A Szent arkangyalok görögkatolikus fatemplom 1782-ben épült.
- A Szent Miklós ortodox fatemplom 1815-ben épült.
- A falutól keletre a Rohiița ortodox kolostort 1985–86-ban kezdték el építeni a hegyek között, és 1994-ben vált önállóvá. A hagyomány szerint 1762-ben már létezett itt egy remetekolostor, amelyet akkor Buccow tábornok parancsára leromboltak. Három szerzetese éppen messze földön járt adományt gyűjteni, és amikor visszatérve látták, hogy a boérfalviak felsőbb parancsra széthordták otthonukat, megátkozták a falut. A kolostor egykori helyén 1904-ben állítottak kőkeresztet.

## Képek

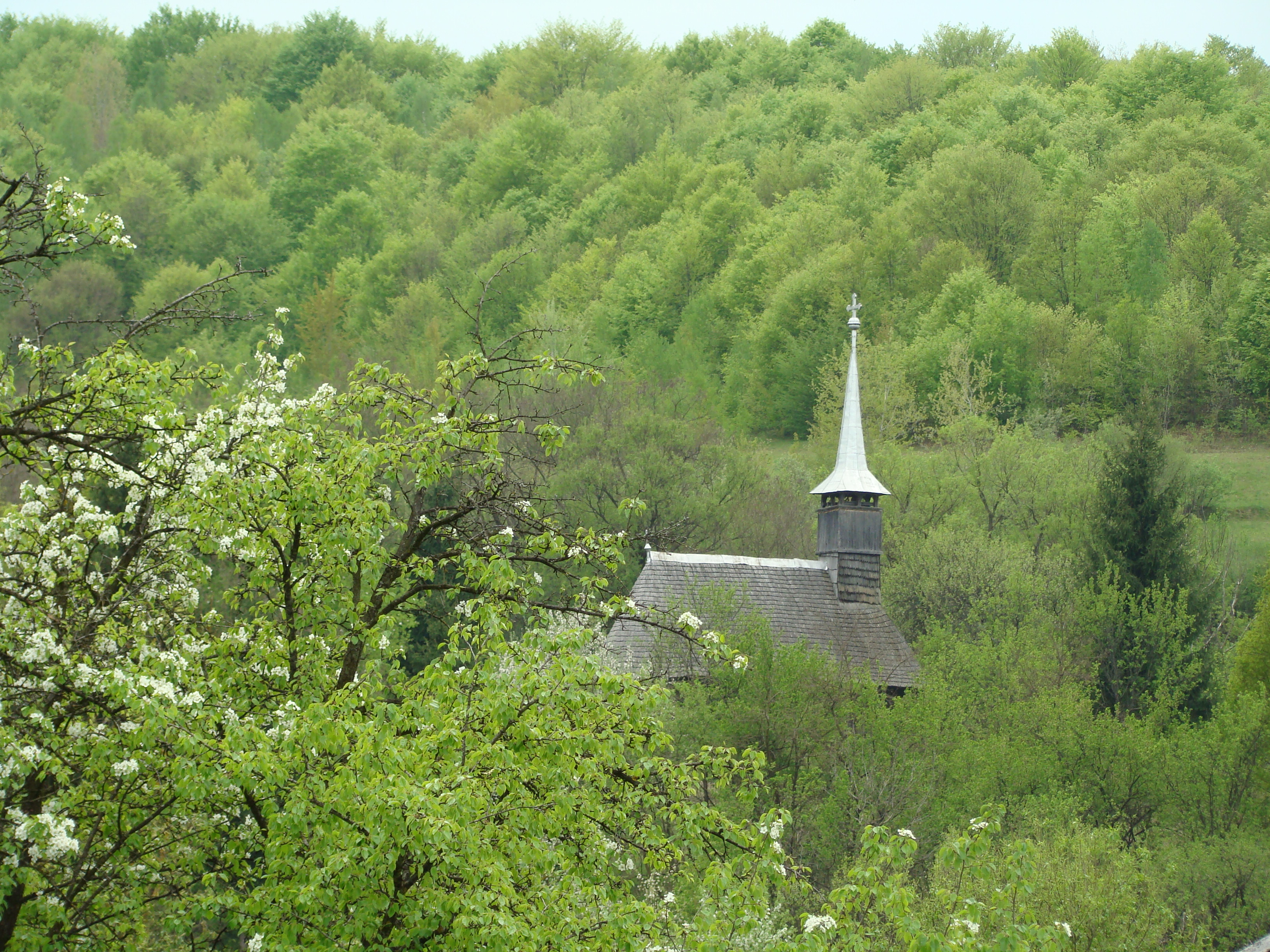
A görögkatolikus fatemplom
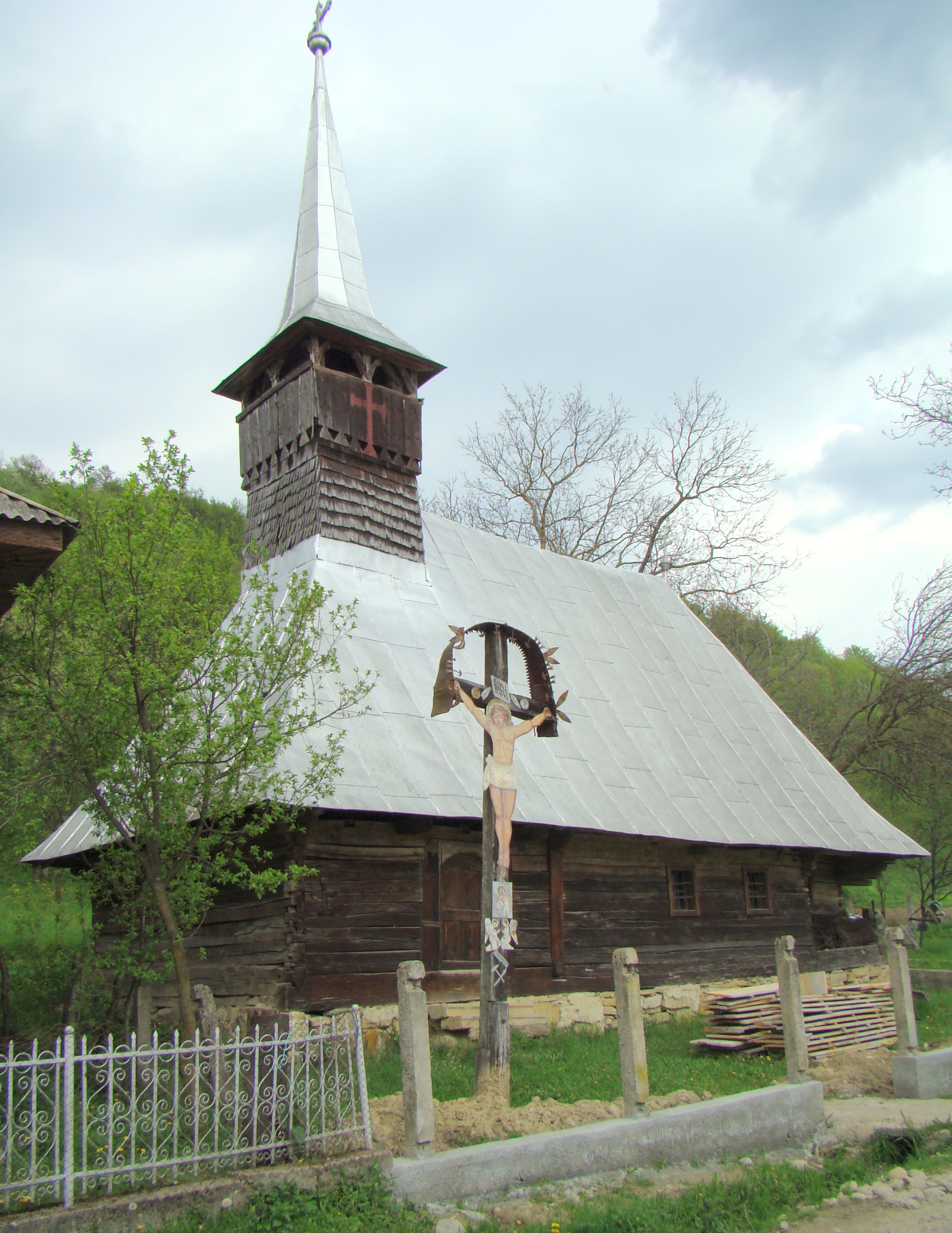
Az ortodox fatemplom